# Kerstin Herrmann
Kerstin Herrmann (geboren 13. Dezember 1973) ist eine deutsche Juristin und Richterin.

## Beruflicher Werdegang
Kerstin Herrmann begann am 16. Februar 2004 ihre Laufbahn in der Justiz als Richterin am Arbeitsgericht Neunkirchen. Am 2. April 2013 wurde sie zur Direktorin des Arbeitsgerichts Saarlouis befördert. 2018 wurde das Gericht aufgehoben.
Danach war sie ständige Vertreterin der Direktorin des zum 1. April 2018 neu gegründeten Arbeitsgerichts Saarland, seit dem 15. März 2023 ist sie Vizepräsidentin des Landesarbeitsgerichts Saarland und weiterhin Pressesprecherin der saarländischen Arbeitsgerichtsbarkeit (Stand 2024).
Am 15. Februar 2011 wurde Kerstin Herrmann dem Landtag des Saarlandes vom Landtagspräsidium als Richterin am Verfassungsgerichtshof des Saarlandes für eine sechsjährige Amtszeit vorgeschlagen, gewählt und zwei Tage später vereidigt.

## Publikationen (Auswahl)
- Mitbearbeiterin des Kommentars Wiebke Brose, Stephan Weth, Annette Volk (Hrsg.): Mutterschutzgesetz und Bundeselterngeld- und Elternzeitgesetz. u. a. 9. Auflage. C. H. Beck Verlag, 2020